# Kameraassistent
Ein Kameraassistent ist Mitglied der Kameraabteilung einer Filmcrew. Während im dokumentarischen und aktuellen Bereich heutzutage oft ohne Kameraassistenten gearbeitet wird, sind bei Spielfilm- oder Fernsehfilmdrehs fast immer zwei Assistenten an den Dreharbeiten beteiligt. Der erste Kameraassistent ist in erster Linie für das Schärfe ziehen verantwortlich, der zweite Kameraassistent schlägt die Filmklappe. Außerdem ist bei szenischen Produktionen zwar der Director of Photography gesamtverantwortlich für das Bildmaterial, aber die technische Verantwortung für die Kameratechnik und das Material ist dem ersten Kameraassistenten übertragen.

## 1. Kameraassistent
Die zentrale Aufgabe des ersten Kameraassistenten (engl. „1st assistant camera“, kurz 1st AC oder „focus puller“) ist, wie die englische Berufsbezeichnung „focus puller“ verdeutlicht, das genaue Einstellen, Nachführen und Verlagern der Schärfe während der Aufnahme. Das „Schärfeziehen“ oder „pulling focus“ bezieht sich auf die manuelle Änderung der Schärfenebene am Objektiv. Wenn beispielsweise ein Schauspieler sich auf die Kamera zubewegt, wird der 1. Kameraassistent die Veränderung der Schärfenebene im Bild am Objektiv simultan nachführen, so dass der Schauspieler im Bild immer scharf bleibt. Abhängig von der eingestellten Blende und der Brennweite des Objektivs kann die Schärfentiefe im Bild teilweise nur wenige Zentimeter betragen. Schärfeziehen erfordert deshalb neben dem genauen Abmessen des Abstands zwischen Schauspieler und Kamera vor der Aufnahme bei spontanen Positionsveränderungen des Schauspielers während der Aufnahme ein sehr genaues Augenmaß. Unschärfen im Bild führen meistens dazu, dass die Aufnahme wiederholt werden muss.
Er ist der verantwortliche Techniker im Kamerateam, für die einwandfreie Funktionstüchtigkeit aller Geräte in der Kameraabteilung sowie deren Auf- und Abbau verantwortlich und einer der wichtigsten Mitarbeiter des DoP (Director of Photography). Vor Drehbeginn stellt er das vom Kameramann erwünschte Kameraequipment zusammen und testet dieses auf einwandfreie Funktion. Für die Produktion ist der 1. Kameraassistent der Ansprechpartner in allen technischen Belangen der Kameraabteilung. Er kümmert sich um Zusatzequipment, Zusatzpersonal und den Tausch von Ausrüstung. Der 2. Kameraassistent sowie andere Mitglieder des Kamerastabs (weitere 1. Assistenten, 2. Assistenten, Videooperator oder Kamerapraktikanten) sind dem 1.Kameraassistenten unterstellt.
Bei größeren Kinoproduktionen, z. B. in Hollywood, ist eine Verteilung der Aufgaben auf zwei Mitarbeiter üblich. Auf einen Schärfenassistent (engl. focus puller), der sich nahezu ausschließlich um Schärfenführung und Schärfengestaltung kümmert und einen 1. Kameraassistenten (1. AC) für alle anderen hier genannten Aufgaben. Aufgaben und Position des 2. Kameraassistenten bleiben von dieser Aufteilung im Wesentlichen unberührt.
Während erste Kameraassistenz ein eigenständiger Beruf mit hoher Verantwortung ist, stellt er gleichzeitig eine sinnvolle Vorbereitung für den Beruf des Operators und des Kinematografen/DoP dar.

### Qualifikation des 1. Kameraassistenten
Seine Aufgabe ist die handwerkliche, technische und, in begrenztem Umfang, organisatorische Mitarbeit bei der Herstellung von Film, Fernseh- und Videoproduktionen. Dies erfordert fortgeschrittene theoretische und praktische Kenntnisse in den Bereichen:
1. Fotografie
2. Optik und Filterkunde
3. Filmmaterialkunde
4. Videotechnik und Signalübertragung
5. elektronische Aufzeichnungs- und Speicherformate /-systeme
6. Kameratechnik: Handhabung; Funktionsweise; Einsatzmöglichkeit und Kompatibilität aller gebräuchlichen Kamerasysteme, ihrer Zusatzteile und -geräte (Film oder elektronisch)
7. Filmlicht: Charakteristik und Einsatzmöglichkeit
8. Kopierwerkstechnik und Filmbearbeitung, PC und Peripherie
9. Grundkenntnisse von Postproduktions- und Farbkorrekturtechniken
10. Ablauf einer Film- bzw. Fernsehproduktion
11. Grundsätzliches Verständnis der Techniken und Möglichkeiten der klassischen sowie der digitalen Kinematografie und deren Unterschiede
12. Time Code (Einstellung an der Kamera, Abgleich des Timecodes von mehreren Kameras, Playback)

### Aufgaben und Handwerk des 1. Kameraassistenten
Aufgegliedert nach den Produktionsphasen Vorbereitung, Drehzeit und Nachbereitung umfasst das Handwerk des ersten Kameraassistenten:
Vorbereitung:
1. Lesen des Drehbuchs, speziell im Hinblick auf besondere Aufnahmetechniken und die dazu erforderlichen Spezial- und Zusatzgeräte
2. In Absprache mit dem DoP: Erstellung der Kamerageräteliste, Anforderung von Zusatzgeräten für zeitlich begrenzten Einsatz, Kommunikation mit Produktion und Kameraverleih
3. Anforderung des Aufnahmematerials bzw. der Medien zur Datenspeicherung (ggf. in Absprache mit DIT oder Postproduktion),
4. Etablieren der Kommunikation mit der Postproduktion nach Vorgaben des DoP in gestalterischen Belangen sowie ggf. bezüglich der Daten- und Qualitätssicherung
5. Zusammenstellung der Geräte bei einem Verleih: Funktions- und Sichtkontrolle sämtlicher Geräte; Objektiv- und Kameratests; Testkontrolle und gegebenenfalls Testwiederholung und Geräteaustausch
6. Ggf. Unterstützung des DITs bei Workflow-Probeläufen in Zusammenarbeit mit der Postproduktion
7. In bestimmten Fällen Ermittlung der Empfindlichkeit der elektronischen Kamera mit Protokollierung für den DoP; Erstellung des Kamera-Setups nach den Angaben des DoP
8. Kontrolle der ordnungsgemäßen und vollständigen Auslieferung der Geräte

Drehzeit:
1. Auf-, Um- und Abbau der Kamera (in Zusammenarbeit mit dem Zweiten Assistenten, der Kamerabühne etc.)
2. Objektiv-, Filter- und Kassettenwechsel bzw. Wechsel der Aufnahmemedien
3. Kontrolle der Kamera, der Objektive und Filter auf Funktion und Sauberkeit; ggf. regelmäßige Kontrolle des Auflagemaßes
4. Einstellung aller Kamera- und Objektivparameter z. B. Einstellen der Sektorenblende; Umschalten der Kamera auf Rückwärtslauf, Zeitlupe, Zeitraffer, Ramps; Sicherstellung einer flickerfreien Aufnahme; Einstellung von Hellsektor/Belichtungszeit, Bildfrequenz und u. U. Format; Kontrolle und ggf. Anpassung aller weiteren Kameraparameter (System, Aufnahme, Monitoring, Meta Data, User-Button-Belegung usw.)
5. Anschluss und Kontrolle anderer Zusatzgeräte der Kamera (z. B. Kompendium, Funkschärfe, Videoausspiegelung, Monitore etc.)
6. Beseitigung störender Lichteinfälle ins Objektiv
7. Verantwortung für Schärfeneinstellung und Schärfenführung, d. h. präzises Einstellen, Nachführen und Verlagern der Schärfe während der Aufnahme nach den gegebenen technischen Bedingungen und nach dramaturgischen Vorgaben
8. Fussel- und Schrammenkontrolle bei der Filmaufnahme; Kontrolle der digitalen Aufnahme durch Abfragen der Drop-Out-Statusanzeige, durch Wiedergabe oder per Rücksprache mit dem DIT
9. Grundeinstellung und Überprüfung des Kontrollmonitors sowie von Vectorscope und Waveformmonitor
10. Durchführung kleinerer Reparaturen an Kamera und Zusatzgeräten
11. Kommunikation mit Kopierwerk/Postproduktion und mit dem Schneideraum, insbesondere bezüglich gestalterischer Fragen im Auftrag des Kinematografen, ebenso in Belangen der Daten- und Qualitätssicherung in Rücksprache mit dem DIT
12. Kommunikation mit Produktion und Geräteverleih über zeitlich begrenzten Einsatz von Zusatzequipment und -personal
13. Anwesenheit bei der Mustervorführung bzw. Begutachten der Muster je nach Art der Muster (DVD, Online-Muster etc.)
14. Probeentwicklung/Testaufzeichnung und Sichtung falls Versicherungsauflage

Nachbearbeitung
1. In Zusammenarbeit mit dem zweiten Kameraassistenten und ggf. dem DIT und dem Datenassistenten Vollständigkeitskontrolle, Säuberung und Rücklieferung der Kameraausrüstung

## 2. Kameraassistent
Die zweite Kameraassistenz (engl. „2nd assistant camera“, kurz 2.AC oder „clapper loader“ oder „film loader“) (veraltet: Materialassistenz) ist eine eigenständige Qualifikation. Die wichtigste Aufgabe des zweiten Kameraassistenten besteht in der Verwaltung und Organisation des Gerätepools, seine sichtbarste Aufgabe ist das Schlagen der Filmklappe bei den Dreharbeiten. Darüber hinaus unterstützt der zweite den ersten Kameraassistenten/Focus Puller in allen handwerklich-technischen und organisatorischen Belangen, insbesondere beim Einstellen der Schärfe. Bei Aufnahme auf Film kommt dazu die Handhabung und Verwaltung des Rohfilmmaterials respektive des belichteten Negativs. Immer geringer werdende Zeitbudgets, bei steigendem apparativem Aufwand, machen den Einsatz eines qualifizierten zweiten Assistenten unabdingbar. Die zweite Kameraassistenz ist eine sinnvolle Vorstufe zum ersten Assistenten. Während der Dreharbeiten ist der Materialassistent für die Verwaltung des belichteten und unbelichteten Filmmaterials bis hin zu dessen Verpackung und Übergabe an die Produktionsfirma verantwortlich, und gegebenenfalls das Schlagen der Filmklappe.
Nach den Dreharbeiten kontrolliert er die Vollständigkeit des Kameraequipments, säubert es und liefert es zurück an den Verleiher/die Produktionsfirma. Zusammen mit der Produktionsleitung macht er ggf. auch die Materialabrechnung.

### Qualifikation des 2. Kameraassistenten
Der zweite Kameraassistent unterstützt den ersten Assistenten in allen handwerklichen, technischen und organisatorischen Belangen bei der Herstellung von Film, Fernseh- und Videoproduktionen. Dies erfordert grundlegende theoretische und praktische Kenntnisse in den Bereichen:
1. Fotografie
2. Optik und Filterkunde
3. Filmmaterialkunde
4. Videotechnik und Signalübertragung
5. elektronische Aufzeichnungs- und Speicherformate /-systeme
6. Kameratechnik: Handhabung; Funktionsweise; Einsatzmöglichkeit und Kompatibilität gebräuchlicher Kamerasysteme, ihrer Zusatzteile und -geräte (Film oder elektronisch)
7. Kopierwerkstechnik und Filmbearbeitung, PC und Peripherie
8. Grundkenntnisse von Postproduktions- und Farbkorrekturtechniken
9. Ablauf einer Film- bzw. Fernsehproduktion
10. Grundsätzliches Verständnis der Techniken und Möglichkeiten in der klassischen sowie der digitalen Kinematographie und deren Unterschiede
11. Time Code (Einstellung an der Kamera, Abgleich des Time Codes von mehreren Kameras, Playback)

### Aufgaben und Handwerk des 2. Kameraassistenten
Aufgegliedert nach den Produktionsphasen Vorbereitung, Drehzeit und Nachbereitung umfasst das Handwerk des zweiten Kameraassistenten:
Vorbereitung:
1. Absprache mit der Produktion über Lagerung und Transport der Geräte und des Aufnahmematerials (Kamera-LKW, versicherter Abstellplatz)
2. Beschaffung der erforderlichen Verbrauchsmaterialien
3. Annahme des Aufnahmematerials (Film oder Speichermedien)
4. Auftrag an das Kopierwerk für Sensitometrietests bei Filmdrehs
5. Unterstützung des Ersten Assistenten bei Objektiv-, Kamera- und Materialtests

Drehzeit:
1. Herrichten und Bereitstellen des umfangreichen Equipments für die einzelnen, aktuellen Drehaufgaben in Absprache mit dem Ersten Assistenten und ggf. dem DIT
2. Anreichen und Annehmen von Geräten und Gerätekomponenten bei Umbauten an der Kamera
3. Anschluss, Kontrolle und Einstellung der Videoausspiegelung und anderer Zusatzgeräte. Sicherstellung der Videoverbindung per Kabel oder Funk (für den Fall, dass es keinen Video-Operator oder Datenassistenten im Team gibt)
4. Unterstützung des Ersten Assistenten beim Einstellen der Schärfe. Das umfasst das Ermitteln von Entfernungen, Anbringen von Schärfenmarkierungen und das Überprüfen von Positionen während der Aufnahme
5. Unterstützung des Ersten Kameraassistenten in allen weiteren handwerklich-technischen und organisatorischen Belangen
6. Vorbereiten und Schlagen der Synchronklappe nach Rücksprache mit Continuity (akkurates Markieren von Bild und Ton; emotionaler „Count-Down“ vor der Aufnahme)
7. Bei Aufnahmen auf Film Ein- und Auslegen des Filmmaterials
8. Bei Aufnahmen auf Film Verwaltung des belichteten und unbelichteten Filmmaterials bis hin zur transportfähigen Verpackung und Übergabe an die Produktionsfirma (bei datenbasierter Aufnahme fällt die entsprechende Aufgabe in den Verantwortungsbereich des DIT oder des Datenassistenten)
9. Führen der Negativberichte (bei Filmdrehs) und des Optikbuchs etc.
10. Regelmäßiger Vergleich des Materialstandes mit dem Tagesbericht
11. Verstauen der Geräte für den Transport
12. Regelmäßiges Laden der unterschiedlichen, zahlreichen Akkus der Kameraabteilung
13. Pflege der gesamten Kameraausrüstung

Nachbereitung:
1. Vollständigkeitskontrolle, Säuberung und Rücklieferung der Kameraausrüstung in Zusammenarbeit mit dem ersten Assistenten und dem DIT
2. Bei Aufnahmen auf Film Materialabrechnung